# Dipara keralensis
Dipara keralensis är en stekelart som beskrevs av T.C. Narendran och Sureshan 2001. Dipara keralensis ingår i släktet Dipara och familjen puppglanssteklar. Inga underarter finns listade i Catalogue of Life.